# Witr
Witr (in arabo وتر‎?), letteralmente “dispari”, è una preghiera islamica (ṣalāt) che si svolge durante la notte, dopo la ṣalāt al-isha'a (preghiera della notte) e comunque prima della ṣalāt al-fajr (preghiera dell'alba), caratterizzata da un numero dispari di rakaʿāt.
Secondo il fiqh hanafita, il witr è wājib (doveroso). Lo status di wājib è assai prossimo a quello di fard (obbligatorio). Vi sono pochi fattori contraddistintivi del witr come fard dalle preghiere di sunna (raccomandate). Il witr ha un numero dispari di rakaʿāt, con la rakʿa finale adempiuta separatamente e, da un minimo di una soltanto, si può giungere a un massimo di undici. Ciò differisce dal ricorso usuale a due, tre e quattro rakat delle preghiere fard e di sunna.
Secondo 'Abd Allah ibn 'Umar, Muhammad avrebbe detto: "La preghiera notturna è adempiuta con due rakaʿāt seguite a due rakaʿāt, e così via. E se uno teme che si stia approssimando il momento della preghiera dell'alba, può compiere una rakʿa ed essa sarà un witr rispetto a tutte le rakaʿāt che sono state recitate prima".
In un ḥadīth tramandato da Abu Darda, si afferma che il Profeta si sarebbe rallegrato di tre cose: digiunare tre giorni ogni mese, adempiere la salat al-witr prima di addormentarsi ed effettuare due rakaʿāt sunna per la salat al-fajr.